# Münchener Business Plan Wettbewerb
Beim Münchener Businessplan Wettbewerb können (angehende) Gründer und Start-ups ihr Geschäftskonzept einreichen. Jeder Teilnehmer am Businessplan-Wettbewerb bekommt Feedback von der Jury; die Sieger werden jeweils mit unterschiedlich hohen Geldpreisen prämiert. Ziel ist es zum einen, Gründer beim Entwickeln eines guten Businessplans zu unterstützen. Zum anderen werden junge Unternehmen mit besonders großem Potenzial der Gründerszene und der Öffentlichkeit vorgestellt.
Der Wettbewerb richtet sich an Teilnehmer aus Südbayern. Jedes Jahr machen rund 250 Teilnehmer-Teams mit. Die Juroren sind erfahrene Unternehmer, Manager oder Fachexperten wie Berater, Anwälte, Patentanwälte, Wirtschaftsprüfer etc. Auch Investoren geben als Finanz-Juroren Feedback. Die Geldpreise reichen von 500 Euro in der Stufe 1 bis zu 15.000 Euro für den ersten Platz in der Stufe 3.
Um die Teilnehmer zu unterstützen bietet, BayStartUP begleitend zum Wettbewerb Workshops zum Businessplan-Schreiben und unternehmerisch relevanten Themen an, außerdem stellen sie kostenfreie Hilfstools wie das „Handbuch Businessplan-Erstellung“ zur Verfügung.

## Hintergrund
Ausrichter ist BayStartUP. Die Organisation versteht sich als Anlaufstelle für Gründung, Finanzierung und Wachstum im Raum München und Südbayern. BayStartUP wird vom Bayerischen Wirtschaftsministerium gefördert und von Sponsoring-Partnern aus der Wirtschaft unterstützt. In Südbayern arbeitet BayStartUP eng mit den Hochschulen und weiteren Institutionen zusammen, die Start-ups unterstützen.
Der erste Münchener Businessplan Wettbewerb fand 1996/97 statt. Aus dem Wettbewerb heraus wurde das Angebot aufgrund der Nachfrage ausgebaut und zu BayStartUP weiterentwickelt. Ein Schwerpunkt von BayStartUP ist das Finanzierungs-Coaching und die Kontaktvermittlung von Start-ups an Investoren.

## Teilnahme
Der Wettbewerb findet jährlich statt, mit einer Saison von Herbst bis Sommer. Er ist aufgeteilt in drei Stufen mit steigenden Anforderungen, die jeweils in sich abgeschlossen sind. In jeder Stufe geben Juroren Feedback und die Sieger werden prämiert. In der folgenden Stufe können wieder alle Teilnehmer unabhängig von der Platzierung und genauso Neueinsteiger mitmachen. Idealerweise holen sich die Teilnehmer das Jury-Feedback in allen drei Stufen und entwickeln ihren Businessplan so schrittweise.
Für Teilnehmer gilt: Es ist unerheblich, ob die Unternehmensgründung bereits vollzogen wurde oder nicht. Grundsätzlich sollte aber noch ein Finanzierungsbedarf zur Konkretisierung und Umsetzung der Geschäftsidee bestehen. Die Juroren sind zur Vertraulichkeit verpflichtet.

## Regionale Abdeckung
BayStartUP unterstützt mit dem Münchener Businessplan Wettbewerb und den regionalen Wettbewerben BPW Schwaben und BPW ideenReich Südostbayern gezielt Start-ups in Südbayern. In Nordbayern gibt es das netzwerk nordbayern und den Businessplan Wettbewerb Nordbayern. Letzteren gewann das Start-up Web Inclusion mit ihrer Software für barrierefreies Internet.